# Metachroma quadrimaculatum
Metachroma quadrimaculatum är en skalbaggsart som beskrevs av Martin Jacoby 1891. Metachroma quadrimaculatum ingår i släktet Metachroma och familjen bladbaggar. Inga underarter finns listade i Catalogue of Life.